# Nazionale femminile di pallanuoto di Singapore
La nazionale di pallanuoto femminile di Singapore è la rappresentativa singaporiane femminile nelle competizioni internazionali di pallanuoto. La sua federazione di riferimento è la Asian Amateur Swimming Federation, che gestisce gli sport acquatici nel paese asiatico.

## Storia
Nell'ambito dei campionati mondiali, la formazione ha partecipato a due edizioni, raggiungendo il 16º posto nel 2024 e nel 2025.

## Risultati

### Massime competizioni
Mondiali
- 2024 16°
- 2025 16°

Giochi asiatici
- 2014 5º
- 2023 4º